# Engelepogon brunnipes
Engelepogon brunnipes là một loài ruồi trong họ Asilidae. Engelepogon brunnipes được Fabricius miêu tả năm 1794.